# Vi de les Illes Balears
|  | No s'ha de confondre amb la indicació geogràfica Vi de la terra Illes Balears. |

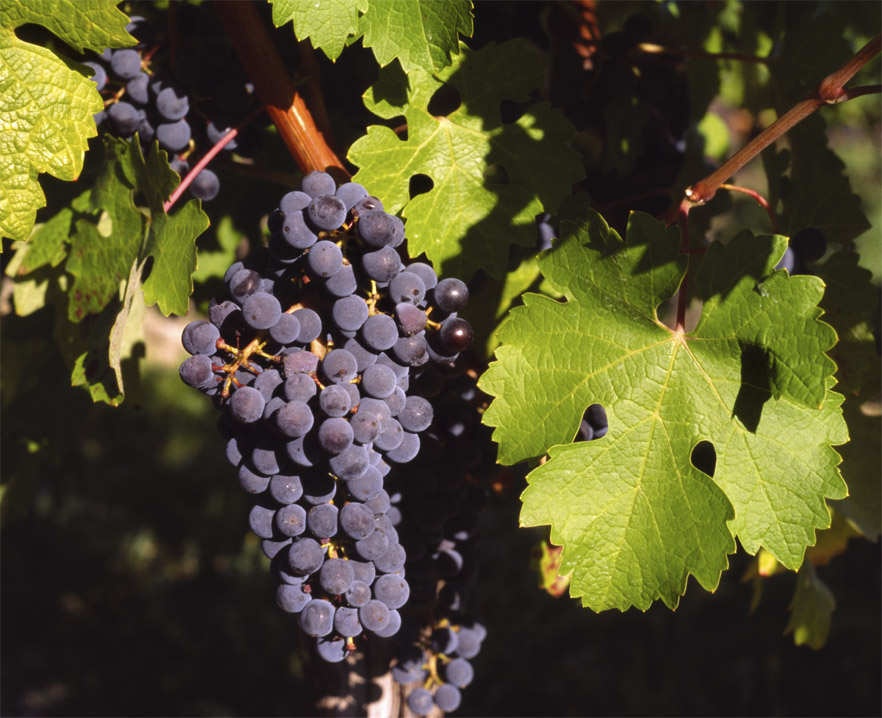
La varietat Cabernet Sauvignon és una de les que es fan servir en els vins de les Balears

El vi de les Illes Balears constitueix una regió vinícola amb unes característiques pròpies marcades per la insularitat mediterrània i una tradició molt antiga. Es produeix vi en les quatre illes, històricament destinat al consum propi.

## Història
Els romans van ser els primers a importar la vinya i a desenvolupar-ne el seu conreu a les Illes Balears. Ja en el segle i aC, Plini el Vell parlà de vins baleàrics fent-ne una comparança amb els millors vins d'Itàlia.
Durant la dominació àrab, i malgrat les prohibicions coràniques, no va desaparèixer el cultiu de la vinya que es va seguir conreant, fins i tot amb els sofisticats sistemes de regadiu inventats pels àrabs. Prova d'això fou que l'àrab Beni Abet va oferir al rei Jaume I, quan va conquerir l'illa l'any 1229, raïm d'excel·lent qualitat. Cal destacar que en el segle xiv, el rei i el capítol de la Seu posseïen a Inca els seus propis cellers, i durant els segles xv i xvi el cultiu de la vinya donà treball a quasi la totalitat dels habitants d'Inca i els seus voltants.
Durant el segle xviii la vinya gaudí d'una època de prosperitat, passant d'una producció de 88.000 hl l'any 1777, a 335.331 hl l'any 1802. Entre el 1830 i el 1834 es produí un fort retrocés a causa de les difícils condicions econòmiques i la plaga del pugó.
L'any 1862 feu acte de presència la plaga de la fil·loxera a França, terra gran productora i consumidora de vi. Per aquesta raó, França es va veure obligada a la importació massiva de vins d'Espanya i d'Itàlia per poder-ne afrontar la demanda interna. D'altra banda, i donats els bons preus i la facilitat de venda cap al mercat francès, la vinya es va estendre ràpidament a les Illes Balears amb la qual cosa es produí, entre el 1865 i el 1890, el període de màxima esplendor del seu cultiu i de la producció de vi a les Balears. En el segle xix es produïren fortes exportacions cap a França. L'any 1891 sortiren de Mallorca, pels ports de Palma, Portocolom i Alcúdia, un total de quasi 50 milions de litres, principalment en direcció a França i a la Península.
La fil·loxera, l'any 1891, deixà abatudes les vinyes de les Illes causant-ne la desaparició, del que era fins aleshores, la principal font de riquesa. D'ençà aquest fet, la vinya mai més no ha arribat a assolir l'extensió d'aquest període que va arribar a les 30.000 ha. El cultiu de la vinya se substituí, principalment, pel de l'ametller, amb la qual cosa quedà reduïda, a principis del segle xx, a unes 5.000 ha limitant la seva producció a una petita quantitat de vi, insuficient per satisfer el consum interior, i amb la consegüent obligació de recórrer a la importació de vins forans. La repoblació de vinyes s'ha produït lentament, a partir de peus americans que posteriorment han estat empeltats d'altres varietats vinateres. Durant la primera meitat del segle xx l'extensió de vinya oscil·lava entre 5.000 i 8.000 ha, però després de la Guerra Civil Espanyola es produí un lent retrocés en el seu cultiu, a causa de la necessitat d'obtenir altres productes agrícoles.
A finals dels anys vuitanta, incentivat per les subvencions comunitàries, s'inicià un important procés arrabassant una multitud de vinyes. Malgrat això, la dècada dels anys noranta suposà, per al panorama vinater de les Illes, un dels seus millors moments, en termes no de quantitat sinó de qualitat.

## Producció
El 2008 la superfície total de vinya cultivada era de 1.795 hectàrees, amb un 58% de secà. La majoria està destinada a raïm per a la vinificació, amb 40 hectàrees per a raïm de taula i sense panses ni mosts no fermentats. La producció total de raïm de vinificació era de 5.780 tones, amb un rendiment de 3.550 kg/ha en secà i 5.080 kg/ha en regadiu. La producció total de vi va ser de 36.410 hectolitres, un 32% de vi de taula i 68% de vins de qualitat VQPRD, tots ells vins tranquils sense producció d'escumosos ni vins de licor.

## Vins VQPRD
Existeix dues denominacions d'origen a l'illa de Mallorca: DO Binissalem i DO Pla i Llevant. En la categoria de vins de la terra, n'hi ha una a cada illa:
- Vi de la terra Eivissa,
- Vi de la terra de Formentera,
- Vi de la terra Mallorca,
- Vi de la terra Illa de Menorca,

més una específica a Mallorca, Vi de la terra Serra de Tramuntana-Costa Nord, i una regional per a tot l'arxipèlag, Vi de la terra Illes Balears.
| VQPRD                               | Superfície de vinya (ha) | Producció de vi (hl) | Cellers |
| ----------------------------------- | ------------------------ | -------------------- | ------- |
| DO Benissalem                       | 576,94                   | 15.198,29            | 15      |
| DO Pla i Llevant                    | 349,16                   | 12.141,53            | 13      |
| VT Eivissa                          | 34,60                    | 1.147,25             | 3       |
| VT Formentera                       | 12,32                    | 259,65               | 2       |
| VT Illa de Menorca                  | 26,34                    | 740,78               | 6       |
| VT Illes Balears                    | 3,86                     | 86,07                | 3       |
| VT Mallorca                         | 332,86                   | 12.684,96            | 24      |
| VT Serra de Tramuntana - Costa Nord | 14,82                    | 291,10               | 5       |